# Deltaplane
Pour les articles homonymes, voir Aile et Delta-Plane (marque).
Ne doit pas être confondu avec Aile en delta.

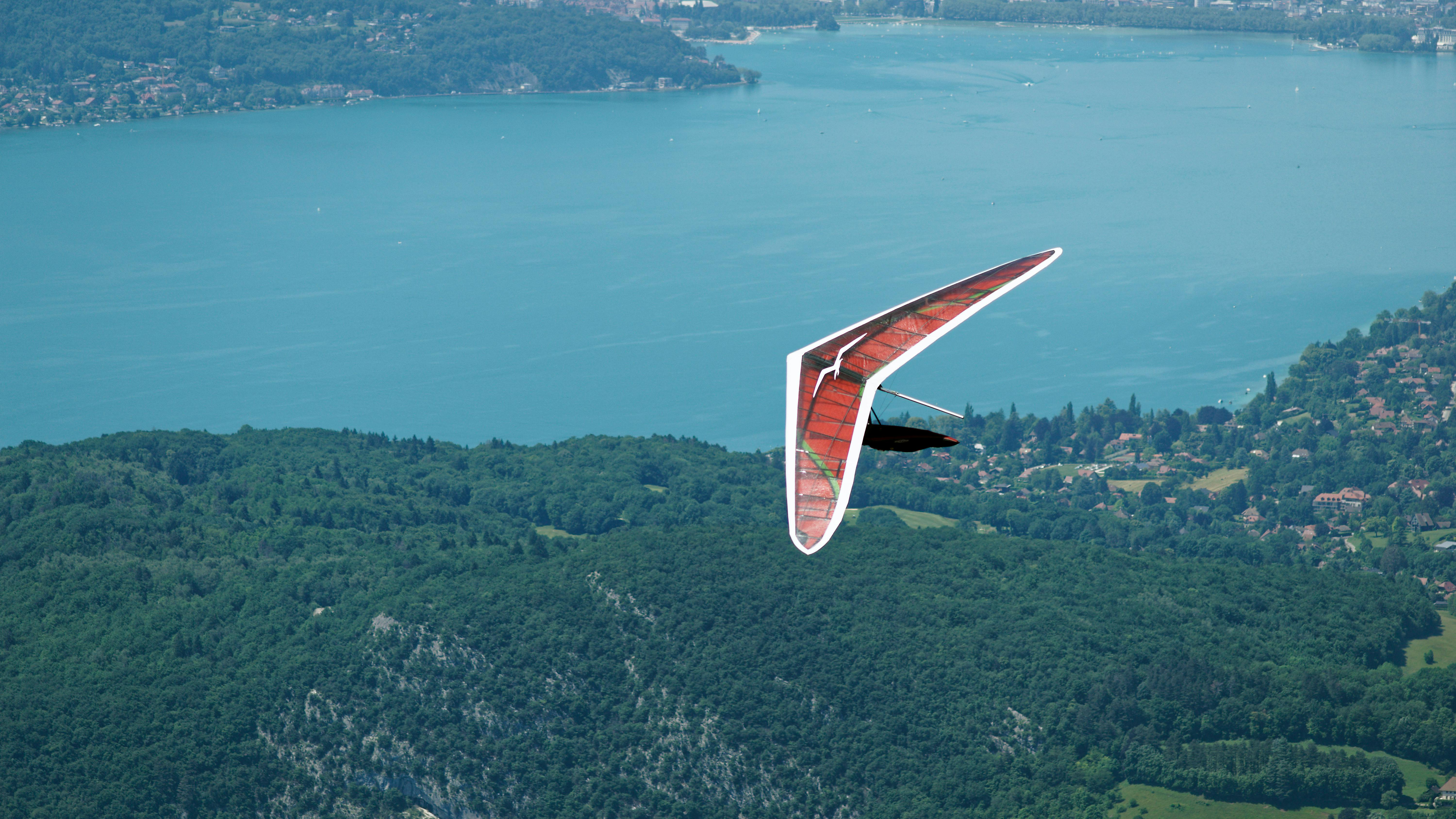
Deltaplane au-dessus du lac d'Annecy

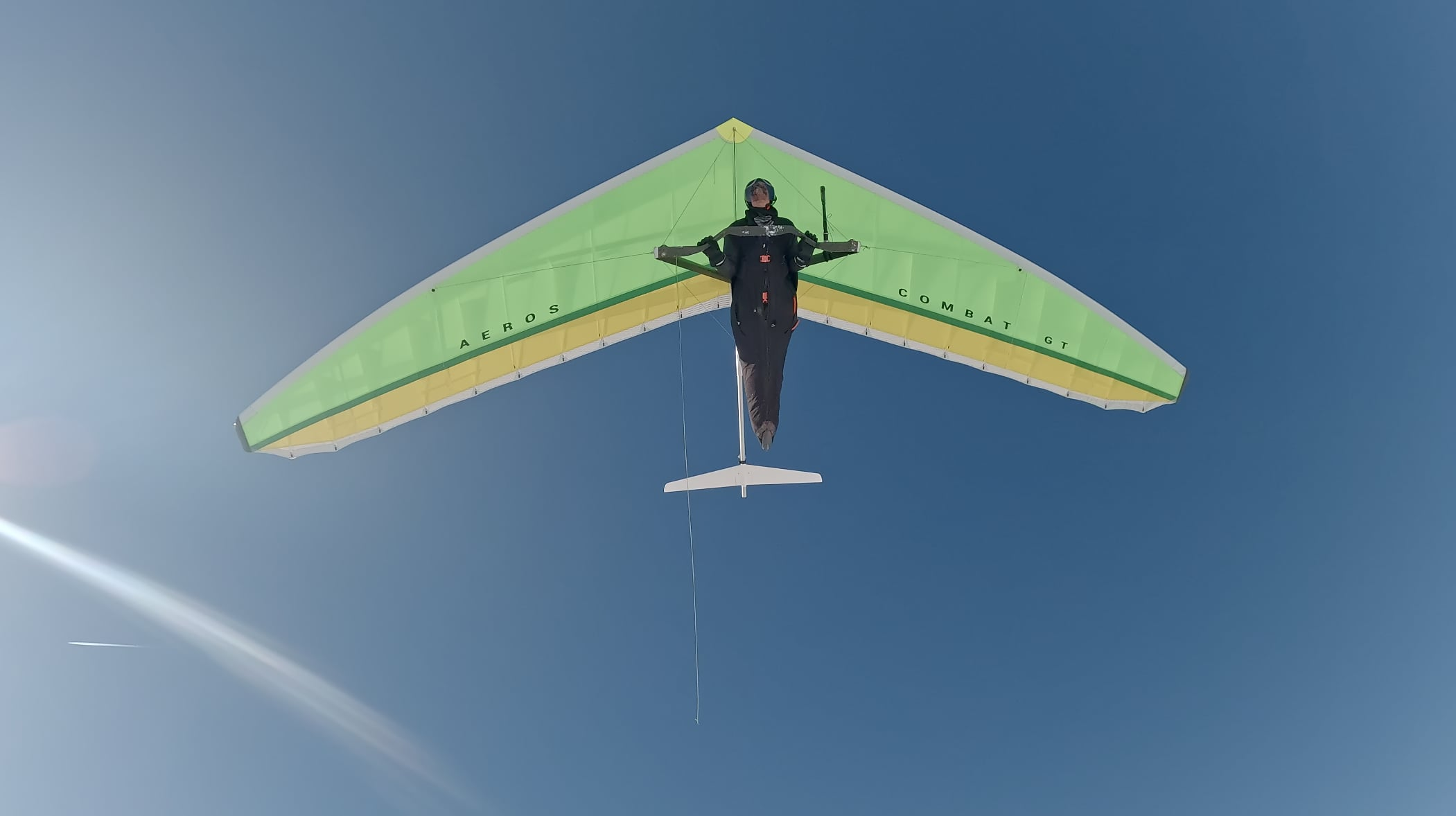
Deltaplane dans le ciel bleu

Un deltaplane ou aile delta est un aéronef léger monoplace ou biplace dont le décollage et l'atterrissage se font à pied, à aile le plus souvent en forme de delta et à pilotage pendulaire. Un deltiste est une personne qui pratique le vol libre sur un deltaplane, activité sportive encadrée par la fédération aéronautique internationale et en France, par la Fédération française de Vol Libre (FFVL). 

## Histoire
Le tout premier deltaplane a été inventé par Albrecht Ludwig Berblinger en 1811.
Le concept fut repris dans les années 1890 par Otto Lilienthal.
À la fin des années 1950, l'ingénieur Francis Rogallo travaille sur une aile destinée à équiper les capsules spatiales pour la rentrée dans l'atmosphère. Cette aile doit être légère, pliante, facile à mettre en œuvre, etc. Ses travaux débouchent sur une aile en toile souple triangulaire. Le profil de la toile est donné par l'écoulement de l'air. Les premiers tests sur le cerf-volant sont concluants, mais le projet n'est pas retenu pour les capsules spatiales (on préférera le classique parachute fessier). Par la suite, on pensera à utiliser cette aile pour s'élancer d'une hauteur. L'aile Rogallo de base a de gros défauts, particulièrement celui de perdre sa forme dans certaines circonstances (la toile se met à plat). Dans ce cas, elle ne porte plus du tout, et c'est le crash assuré. La première évolution a consisté à mettre un mât au-dessus de l'aile, afin de garder la toile toujours en état de vol grâce à des haubans.
Figure mondiale du parachutisme et un des précurseurs du deltaplane, Léo Valentin est parfois considéré comme le premier « homme-oiseau », même si le terme est excessif, son équipement lui permettant seulement de planer et non de voler et l'obligeant à l'usage d'un parachute, qu'il ouvrait en général à 1 000 m du sol, pour se poser.
Deux problèmes se posaient alors, d'une part des voilures très souples dont les qualités de stabilité étaient très réduites (risques de départs en piqué incontrôlable), d'autre part la qualité des matériaux ainsi que la frêle expérience des constructeurs rendaient les risques de rupture en vol importants. Ce n'est que dans les années 1960 que des pionniers utilisèrent cette invention pour rejoindre et imiter les oiseaux et qu'apparurent des ailes delta de plus en plus opérationnelles. L'Australien Bill Moyes, conçut cette année-là une première aile delta de 4,5 mètres carrés. Il fut le premier à effectuer les premiers vols libres en aile delta. Vols tractés, vols depuis des sommets, Bill Moyes est à l'origine du Hang gliding. Le 4 juillet 1969, son associé et compatriote Bill Bennett démarra à ski, tiré par un canot à moteur, puis se détacha du canot et survola la statue de la Liberté.
En France, Yannis Thomas tracté, survole Paris et la tour Eiffel en aout 1972. L’événement est décrit dans la presse avec de nombreuses photos spectaculaires. Un court métrage illustrant l’exploit sera projeté avant un film avec Alain Delon et diffusé à la télévision en août 1973.

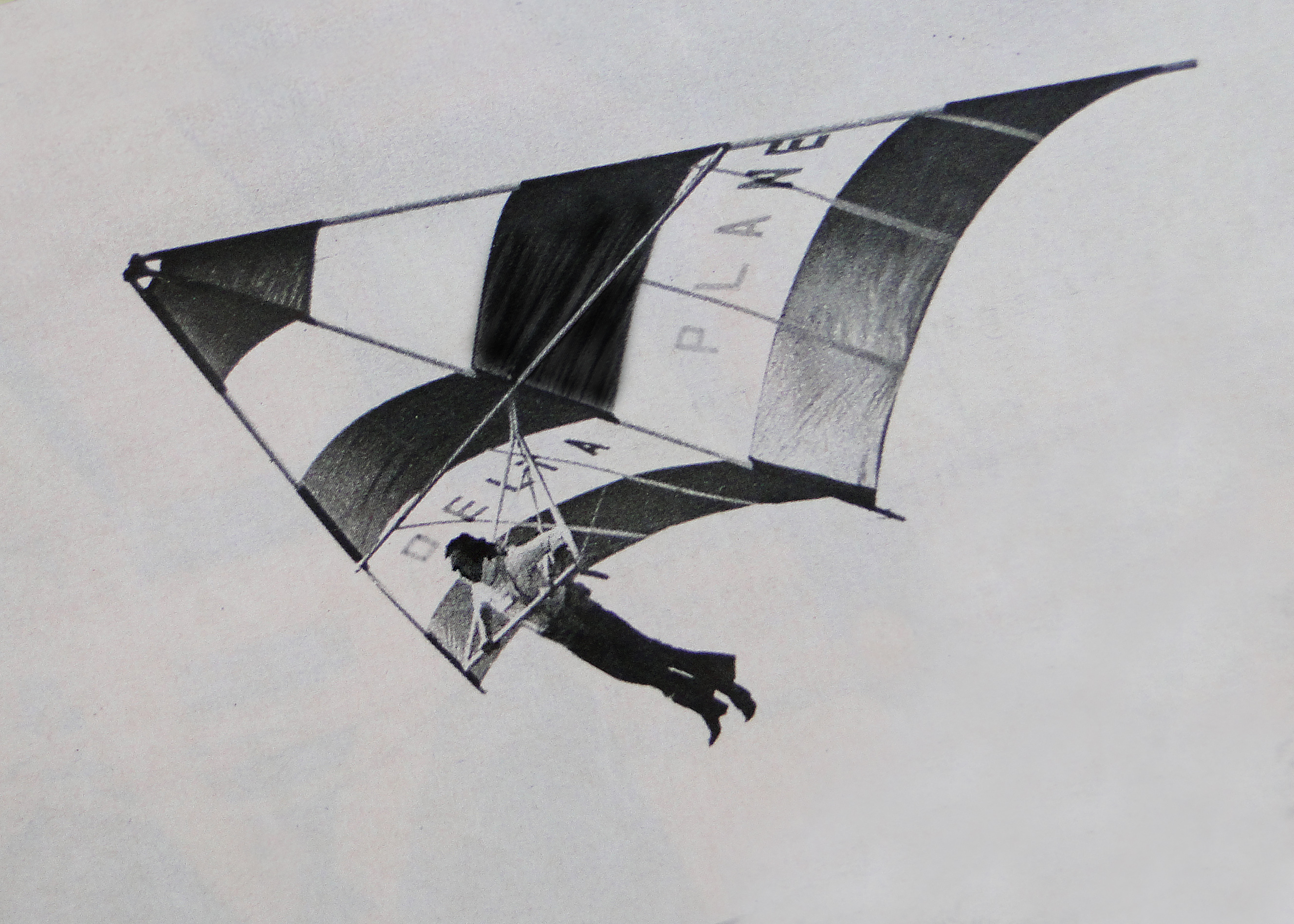
Delta-plane piloté par Christian Paul-Depasse, avril 1973.

Début janvier 1973, de retour de Californie, Christian Paul-Depasse réalise son premier prototype d'aile delta. Le 13 mars 1973, il dépose à l’INPI la marque « DELTA-PLANE ». « Delta » pour la forme, « Plane » pour la fonction. Il crée la société Delta, qui concevra et vendra les ailes et accessoires de cette marque en France et dans le monde. Le nom du premier planeur ultra léger Delta-Plane, fabriqué en série et vendu en France, est devenu une appellation générique pour ce type d’aile delta et sa pratique,.
Rudy Kishazy effectue en 1973 le premier vol en deltaplane depuis l'aiguille du Midi, dans le massif du Mont Blanc,. Il réalise également les premiers looping en deltaplane au-dessus des Grands Montets.
Le club Hommes Oiseaux est créé par Jacky Roux et Richard Vaudaux qui sont parmi les premiers à pratiquer le deltaplane en France. Le matériel était alors importé des États-Unis et les pilotes effectuaient des bricolages-maisons pour améliorer leur matériel. Leurs vols s'effectuaient depuis plusieurs sommets du Chablais : Ubine, mont Bernand à Bernex, Vailly, Habère-Poche, au col de Feu (sur le versant Lullin) ou depuis Thollon. Plusieurs membres du club ont effectué quelques exploits comme l'envol depuis la Dent d'Oche par Jacques Martinerie, Patrick Maillard et Patrick Bardin, ou sur les pentes de l'Etna, en 1977, alors que le volcan est en grande activité [réf. souhaitée], et le survol du premier open de Monaco en 1975[réf. souhaitée].
Afin de gagner en performance, les deltaplanes modernes sont à double surface. Des lattes servent à conserver le profil de l'aile, un extrados bombé et un intrados plat. Dans les années 1990, les progrès des matériaux (alliages de métaux, composites, plastiques et fibre de verre ou de carbone) ont permis la fabrication de deltaplanes d'abord sans mât ni haubans, puis à ailes rigides. Le manque de fiabilité des appareils et la formation un peu sauvage des premières années ont contribué aux nombreux accidents et à la mauvaise réputation initiale du deltaplane. À la fin du XXe siècle, l'appareil est plus sûr et la formation plus professionnelle.
Ces améliorations de la fiabilité et des cursus de formation, combinées à une médiatisation croissante, ainsi qu'à l'organisation d'événements tels que la Coupe Icare en France, ont permis dans un premier temps un certain essor du deltaplane. Cet essor fut ensuite compromis par le développement d'un nouveau type d'aéronef : le parapente. Ce dernier, ressenti comme plus facile à utiliser que le deltaplane (stockage, transport…) marginalisa progressivement le deltaplane dans la pratique du vol libre. Pourtant, le deltaplane conserve ses qualités propres (meilleure finesse, vitesse de vol supérieure, position du pilote horizontale à la manière d'un oiseau, plus grande durée de vie…). Ainsi aux États-Unis, le nombre de pratiquants du deltaplane reste néanmoins comparable au nombre de pratiquants du parapente.

## Principe de vol

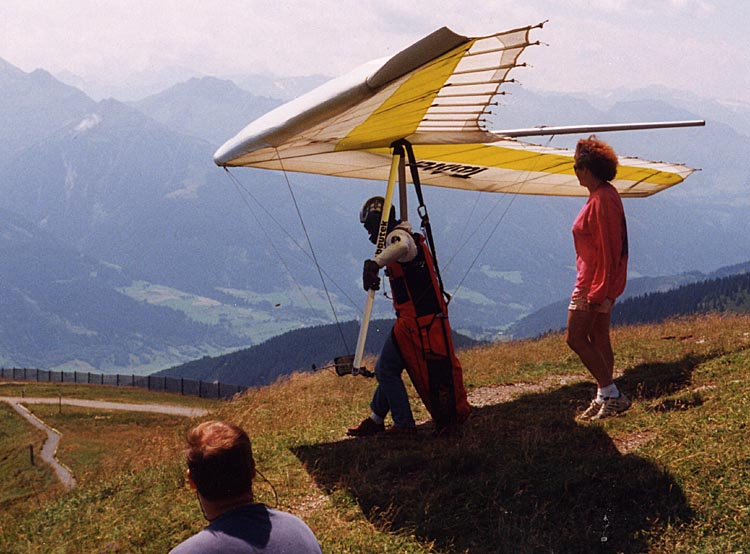
Avant l'envol.

Le principe est relativement simple : une aile en forme de delta, est autostable quand elle vole. Le pilotage « pendulaire » se fait avec peu d'effort. Le pilote est allongé la tête au vent dans un harnais intégral profilé, fixé sur le squelette solide de l'aile, au point d'accrochage au milieu de la voile. Le « trapèze » avec ses deux montants et sa barre de contrôle permet au pilote par l'effort de ses bras de se décaler sur les côtés et d'avant en arrière pour déplacer le centre de gravité par rapport au centre de portance de l'aile delta ce qui engendre un léger vrillage des ailes, suffisant pour induire un virage ou une accélération.
Sur l'évolution « rigide », le pilotage est différent et se fait sans gros effort à l'aide de gouvernes intégrées à l'aile. Elles s'actionnent par des câbles par déplacement latéral du « trapèze ».

## Principes du décollage
Quel que soit le type d'aile utilisé, conformément aux principes du vol libre, le décollage et l'atterrissage se font à pied, en portant cet aéronef léger. Le décollage le plus courant avec un deltaplane s'effectue depuis un point situé en hauteur, une simple colline ou une dune pouvant suffire. Certains sites sont équipés d'une rampe facilitant cette manœuvre. Plus l'inclinaison de la pente ou de la rampe est grande, moins le pilote devra courir.
Le décollage peut être décomposé en deux phases. La première est la phase de propulsion. Pendant la mise en mouvement, le pilote est propulseur de son aile dans la pente jusqu'au moment où le harnais va être en tension et prendre en charge le poids du pilote. La propulsion de l’aile est effectuée à l’aide des épaules. La seconde est la  phase de traction. Cette phase débute quand le harnais est en tension et prend en charge progressivement le poids du pilote. À partir de cet instant l’aile est tractée dans la pente par le pilote par l’intermédiaire du point d’accrochage du harnais à l’aile. C’est ce qui va permettre d’acquérir une vitesse maximale pour un décollage optimisé.
Le deltaplane peut également se pratiquer en plaine, le décollage étant alors effectué grâce à un treuil spécialement conçu. Il est également possible de décoller depuis une falaise, de se faire tracter par un avion léger ou encore de se faire larguer depuis une montgolfière. Un deltaplane peut aussi se faire remorquer par un ULM.

## Évolution des ailes
Depuis 1970, les ailes delta ont remarquablement évolué, passant de l'aile Rogallo à l'aile rigide. Malgré le petit nombre de deltistes, environ 1 000 en France, des constructeurs continuent à faire progresser les ailes pour la compétition et le loisir.
Quatre classes d'ailes coexistent depuis la fin des années 1990.[réf. nécessaire]

### Les ailes dites «souples»
- Classe 1 : machines à structures en alliage d'aluminium souvent couplé à du carbone, elles sont issues de l’aile Rogallo mais avec un allongement nettement supérieur (environ 8). Initialement avec un mat, cette classe 1 définit les ailes sans mat (pour un gain de performance) depuis la création de la « classe sport » au début des années 2000. Leur pilotage est pendulaire. Leurs performances sont environ de finesse 15, taux de chute mini 0,8 m/s, vitesse maxi 130 km/h.
- Classe Sport : machines à structures en alliage d'aluminium, elles sont issues de l’aile Rogallo mais avec un allongement nettement supérieur (environ huit). Elles sont globalement identiques à la classe 1, mais avec la conservation d'un mat et d'un profil moins « tendu », privilégiant le confort et le plaisir de vol, plutôt que la performance max. Leur pilotage est pendulaire. Leurs performances sont environ de finesse 12, taux de chute mini 0,8 m/s, vitesse maxi 100 km/h.

### Les ailes dites «rigides»
- Classe 5 : machines à bord d'attaque rigide constitué de deux poutres carbone à profil en « D ». Leur bord de fuite est constitué de lattes en carbone se dépliant à l'arrière des poutres en « D ». Le tout est enveloppé d’une toile fine en Dacron. L'allongement est d'environ 11. Leur pilotage est mix : pendulaire + Volets latéraux. Leurs performances sont d'environ finesse 19, taux de chute mini 0,7 m/s, vitesse maxi 120 km/h. Après plusieurs essais de prototypes dans les années 1980/1990, ce type d'aile a pris son essor commercial depuis la fin des années 1990.
- Classe 2 : ces ailes sont entièrement rigides. Elles font partir de la famille des ailes de vol Libre par leur capacité de décollage et d'atterrissage à pieds, cependant leur pilotage entièrement par volets aérodynamiques (non-pendulaire) les apparentes plus à de petits planeurs. Leurs performances sont environ de finesse 26, taux de chute mini 0,7 m/s, vitesse maxi 140 km/h.

## Les risques de la pratique du deltaplane
La FFVL (Fédération française de vol libre) ne publie pas de statistiques spécifiques au deltaplane mais seulement toutes pratiques confondues.
En France, l'étude 2005 de la commission sécurité de la FFVL (Fédération française de vol libre) conclut : « La statistique décès de 0,26 pour mille (0,00026) permet de confirmer que le vol libre reste bien un sport « à risques » et que le risque fatal est tout à fait comparable à celui d'autres sports « à risques » et/ou de pleine nature. ».
Il faut prendre ces chiffres avec prudence ; la FFVL recense moins de 1 000 licenciés en France déclarant pratiquer le deltaplane, ce qui en fait un échantillon minoritaire devant l'effectif parapentiste qui comprend l'essentiel des accidents. L'effectif des deltistes est trop petit pour fournir un taux au dix millième, alors même que le nombre d'accidents fatals annuels en deltaplane fluctue entre zéro et quelques unités. Se fonder sur des chiffres d'une année uniquement n'est donc pas significatif dans ce contexte puisqu'une année sans décès en deltaplane ne permettrait pas de dire que « le deltaplane n'est pas un sport à risque ».

## Organisations
La pratique du deltaplane est un sport aérien encadré, en France, par la Fédération française de vol libre, en Suisse, par la FSVL (Fédération suisse de vol libre), en Belgique, par la FBVL (Fédération belge de vol libre), et au Canada, par l'ACVL (Association canadienne de vol libre).
Au sein de la Fédération française de vol libre, le Comité National Delta (CND) représente l'activité et il est chargé de mener des actions pour pérenniser et développer la pratique du deltaplane en France. Le CND s'organise en différentes commissions (formation, sécurité, vie associative, communication, compétition, etc.).

## Compétitions
Les compétitions au début étaient en rapport avec les piètres performances de l'appareil : meilleure finesse, ce qui permettait une émulation des divers constructeurs, ou de simple précision d'atterrissage.
Avec les ailes de plus en plus performantes, le principe repose sur la réalisation, à partir d'un décollage commun, d'un circuit défini par le survol imposé de balises. Celles-ci sont définies par des coordonnées ce qui implique une instrumentation de vol idoine tels qu'un récepteur GPS ; autrefois des points repérables au sol devaient être photographiés sous un certain angle. Les parcours définis au jour le jour en fonction des conditions météorologiques par un directeur d'épreuve peuvent atteindre les deux cents kilomètres. Chaque pays a son championnat national, un championnat européen est organisé tous les deux ans en alternance avec un championnat du monde également tous les deux ans, réunissant les équipes nationales des pays concurrents. Plus de 150 pilotes peuvent concourir.
Il existe un classement et parfois des compétitions séparées entre la catégorie des « souples » (le deltaplane classique) et son évolution « rigide » pour des raisons de performance différente.

## Classement «World Pilote Ranking» (WPR)
Au-delà des classements des compétitions ponctuelles, championnats nationaux, européens et mondiaux, la FAI a établi un classement mondial des pilotes en fonction de tous leurs résultats récents. Ce classement est défini par le WPRS (World Pilote Ranking System).

## Palmarès
Championnat du monde Classe 1
| Année | Vainqueur         | Vice               | 3e                        | Nations | Lieu                          |
| ----- | ----------------- | ------------------ | ------------------------- | ------- | ----------------------------- |
| 1976  | Terrence Delore   | Dean W. Kupchanko  | Steve Moyes               | ?       | Kössen, Autriche              |
| 1979  | Josef Guggenmos   | Johnny Carr        | Gérard Thévenot           | ?       | Grenoble, France              |
| 1981  | Pedro Paulo Lopes | Richard Pfeiffer   | Graham Slater             | ?       | Beppu, Japon                  |
| 1983  | Steve Moyes       | Stew Smith         | Graham Hobson             | ?       | Tegelberg Allemagne           |
| 1985  | John Pendry       | Steve Moyes        | Randy Haney               | ?       | Kössen, Tirol, Autriche       |
| 1987  | Rick Duncan       | Bruce Case         | Steve Moyes               | ?       | Mount Buffalo, Australie      |
| 1989  | Robert Whittall   | Thomas Suchanek    | John Pendry               | ?       | Fiesch, Suisse                |
| 1991  | Thomas Suchanek   | Pedro Paulo Lopes  | Paulo Coelho              | ?       | Governador Valadares, Brésil  |
| 1993  | Thomas Suchanek   | Christopher Arai   | Mark Gibson               | ?       | Owens Valley, États-Unis      |
| 1995  | Thomas Suchanek   | Manfred Ruhmer     | Richard Walbec            | ?       | Ager, Espagne                 |
| 1997  | Guido Gehrmann    | Oleg Bondarchuk    | Manfred Ruhmer            | ?       | Forbes, Australie             |
| 1999  | Manfred Ruhmer    | Andre Luiz Wolf    | Pedro Matos               | ?       | Monte Cucco, Italie           |
| 2001  | Manfred Ruhmer    | Gerolf Heinrichs   | Robert Reisinger          | ?       | Algodonales-Cadiz, Espagne    |
| 2003  | Manfred Ruhmer    | Robert Reisinger   | Antoine Boisselier        | ?       | Brasilia, Brésil              |
| 2005  | Oleg Bondarchuk   | Robert Reisinger   | Gerolf Heinrichs          | ?       | Hay, Australie                |
| 2007  | Attila Bertok     | Robert Reisinger   | Gerolf Heinrichs          | ?       | Big Spring, Texas, États-Unis |
| 2009  | Alessandro Ploner | Jon Durand         | Thomas Weissenberger      | ?       | Laragne, France               |
| 2011  | Alessandro Ploner | Christian Ciech    | Primoz Gricar             | ?       | Monte Cucco, Italie           |
| 2013  | Manfred Ruhmer    | Alessandro Ploner  | Filippo Oppici            | ?       | Forbes, Australie             |
| 2015  | Christian Ciech   | Antoine Boisselier | Christian Voiblet         | ,       | Valle de Bravo, Mexique       |
| 2017  | Petr Benes        | Alessandro Ploner  | Christian Ciech           | ,       | Brasilia, Brésil              |
| 2019  | Alessandro Ploner | Christian Ciech    | Primoz Gricar             | ,       | Friuli-Venezia-Giulia Italie  |
| 2021  | Annulé (Covid)    |                    |                           |         |                               |
| 2023  | Alessandro Ploner | Marco Laurenzi     | Alvaro Figueiredo Sandoli | ,       | Kruševo, Macédoine du Nord    |
| 2025  | Petr Benes        | Marco Laurenzi     | Peter Neuenschwander      | ,       | Ager, Espagne                 |

Championnat d'Europe Classe 1
| Année | Vainqueur              | Vice                 | 3e                     | Lieu                                   |
| ----- | ---------------------- | -------------------- | ---------------------- | -------------------------------------- |
| 1977  | Gérard Thévenot        | Pierre Germaine      | Michael de Glanville   | Kössen Autriche                        |
| 1980  | Gérard Thévenot        | Walter Schonauer     | Graham Hobson          | Kössen Autriche                        |
| 1982  | Anthony Hughes         | Graham Hobson        | Robert Bailey          | Millau, France                         |
| 1984  | Anthony Hughes         | Josef Guggenmos      | Pierre Girardet        | Vôgô Norvège                           |
| 1986  | John Pendry            | Robert Calvert       | Gérard Thévenot        | Gyöngyös Hongrie                       |
| 1988  | John Pendry            | Bruce Goldsmith      | Jess Flynn             | Alpago Italie                          |
| 1990  | John Pendry            | Manfred Ruhmer       | Robert Whittall        | Kranjska Gora Yougoslavie              |
| 1992  | John Pendry            | Thomas Suchanek      | Jens Krotseng          | Governador Valadares, Brésil           |
| 1994  | Thomas Suchanek        | Manfred Ruhmer       | John Pendry            | Laragne, France                        |
| 1996  | Thomas Suchanek        | Manfred Ruhmer       | Guido Gehrmann         | Dunaújváros, Hongrie                   |
| 1998  | Manfred Ruhmer         | Guido Gehrmann       | Christian Ciech        | Podbresova, Slovaquie                  |
| 2000  | Manfred Ruhmer         | Robert Reisinger     | Oleg Bondarchuk        | Innsbruck, Autriche                    |
| 2002  | Manfred Ruhmer         | Guido Gehrmann       | Antoine Boisselier     | Bled, Slovénie                         |
| 2004  | Manfred Ruhmer         | Alessandro Ploner    | Mario Alonzi           | Millau, France                         |
| 2006  | Michael Friesenbichler | Oleg Bondarchuk      | Primoz Gricar          | Opatija, Croatie                       |
| 2008  | Elio Cataldi           | Thomas Weissenberger | Michael Friesenbichler | Greiffenburg Autriche                  |
| 2010  | Gerolf Heinrichs       | Thomas Weissenberger | Attila Bertok          | Ager, Espagne                          |
| 2012  | Alessandro Ploner      | Dan Vyhnalik         | Primoz Gricar          | Kayseri, Turquie                       |
| 2014  | Annulé                 | --                   | --                     | Monte Arangoiti, Sierra Leire, Espagne |
| 2016  | Christian Ciech        | Alessandro Ploner    | Peter Neuenschwander   | Kruševo; Macédoine                     |
| 2018  | Alessandro Ploner      | Grant Crossingham    | Balazs Ujhelyi         | Kruševo, Macédoine                     |
| 2020  | Annulé (Covid)         |                      |                        |                                        |
| 2022  | Alessandro Ploner      | Christian Ciech      | Primoz Gricar          | Sigillo, Italie                        |
|       |                        |                      |                        |                                        |

## Records
Dustin Martin, pilote des États-Unis, est recordman de distance avec 765 km couverts en 10 h 30 min ; record établi le 3 juillet 2012, à Zapata, au Texas, en compagnie de Jonny Durand Jr. (759 km). Ils détrônent ainsi le record de Manfred Ruhmer de 701 km réalisé en 2001, au même endroit.
L'Autrichien Tom Weissenberger, vice-champion d'Europe 2010 et 2008, a établi, le 12 novembre, un nouveau record du monde en deltaplane : 353 km aller-retour entre le désert d'Atacama et l'océan Pacifique sud, au Chili,
De nombreux records ont été établis en France, au travers des Alpes, avec des vols de plus de trois cents kilomètres.
Voici la page des records deltaplane de la FFVL : https://delta.ffvl.fr/content/tous-les-records-en-france
Les vitesses de vol lors de ces records avoisinent les 70 km/h de moyenne et des vitesses de transition entre deux thermiques bien plus élevées encore.
Un record de gain d'altitude de 4 526 m a été réalisé par le Suisse Christian Voiblet (3e aux championnats du monde 2015) en Namibie, en janvier 2012. L'altitude maximum de ce record est à plus de 6 000 m.